# Walther Brügmann

Walther Brügmann als junger Schauspieler der Städtischen Bühnen Leipzig (um 1909)

Walther Brügmann (* 21. August 1884 in Leipzig; † 25. August 1945 in Bern) war ein deutscher Schauspieler, Sänger und Regisseur.

## Leben
Der Sohn eines Leipziger Kaufmanns besuchte von 1903 bis 1904 die Obersekunda des Königin-Carola-Gymnasiums. Anschließend begann er eine Ausbildung zum Buchhändler und nahm gleichzeitig Schauspielunterricht. Seine Bühnenlaufbahn begann er noch im selben Jahr in Leipzig. Von 1905 bis 1907 war er am Hoftheater Gera und von 1907 bis 1908 am Städtischen Lortzing-Theater in Münster engagiert.
1909 kehrte er an die Städtischen Bühnen Leipzigs zurück und wurde Assistent des Regisseurs Hans Loewenfeld. Sein Debüt als Regisseur erfolgte 1912 mit Schillers Räuber anlässlich der 400-Jahr-Feier des Nikolaigymnasiums in Leipzig.
Von 1912 bis 1917 war er unter Loewenfeld Regisseur am Stadttheater Altona und wechselte dann als Schauspieler und Oberspielleiter nach Frankfurt am Main, wo er unter dem Direktorat des gebürtigen Wieners Ernst Lert seine ersten Operninszenierungen – darunter die Uraufführung von Ernst Kreneks Der Sprung über den Schatten – auf die Bühne brachte. In den Jahren 1922 bis 1924 war er Oberspielleiter der Städtischen Bühnen Frankfurts. Zugleich wirkte er in jener Zeit in Stummfilmen mit, unter anderem an der Seite von Asta Nielsen.
1924 wurde er als Operndirektor an die Leipziger Bühnen engagiert. Hier verwirklichte er seine Ideen von moderner Opernregie und öffnete, gemeinsam mit dem Generalmusikdirektor Gustav Brecher, die Spielstätte auch für modernes Opernrepertoire. Unter seiner Regie fanden am Neuen Theater in Leipzig mehrere Uraufführungen statt, beispielsweise Kreneks Jonny spielt auf oder Brechts und Weills Aufstieg und Fall der Stadt Mahagonny.
1933 wechselte Brügmann als Spielleiter an das Bayerische Staatstheater nach München und ein Jahr später an das Theater des Volkes nach Berlin, wo er Lippls bayerisches Volksstück Die Pfingstorgel mit so großem Erfolg zur Aufführung brachte, dass seine Ernennung zum Intendanten und Oberspielleiter umgehend erfolgte. Weitere Inszenierungen, beispielsweise von Shakespeares Ein Sommernachtstraum, Linckes Frau Luna und Ibsens Peer Gynt sowie der Kraft durch Freude-Revue Freut euch des Lebens folgten, bevor Brügmann 1936 auf Grund einer Denunziation entlassen und im Februar 1937 zeitweilig inhaftiert wurde. 1938 erfolgte der endgültige Ausschluss aus der Reichstheaterkammer.
Nach Tourneen mit Richard Tauber durch ganz Österreich und Italien emigrierte Walther Brügmann in die Schweiz.
Am Stadttheater Bern inszenierte er unter der Direktion von Eugen Keller die Uraufführungen von Ralph Benatzkys Landrinette und Werner Jukers Die Hochzeit des Mönchs. 1939 wurde er in Bern auch Oberspielleiter der Oper.

## Filmografie
- 1922: Zum Paradies der Damen
- 1923: Schlagende Wetter

## Schriften

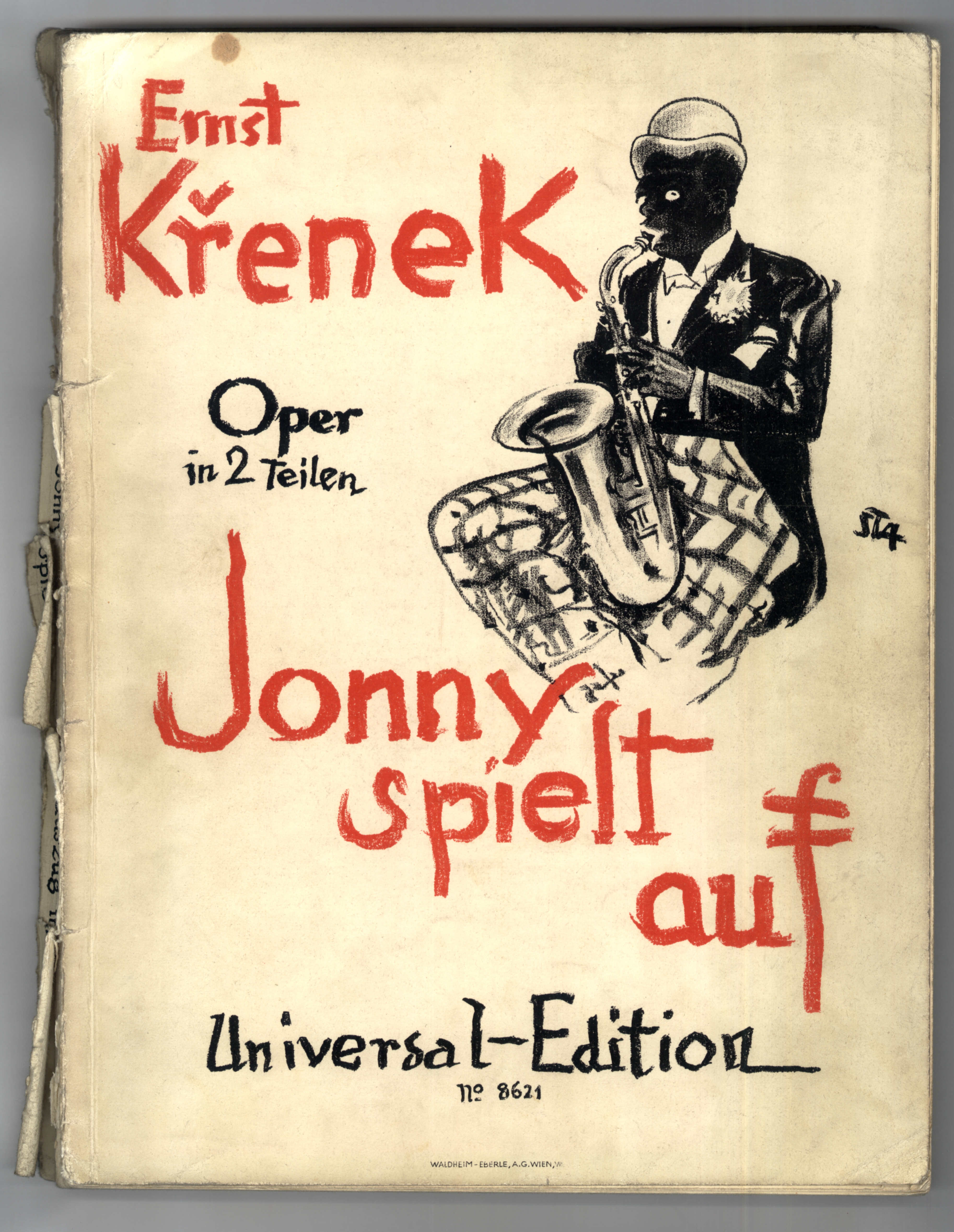
Ernst Krenek: Jonny spielt auf, Umschlagseite der Erstausgabe des Klavierauszuges

- Der Spielleiter und der Statist. In: Deutsche Bühne. Jahrbuch der Frankfurter Städtischen Bühnen. Jg. 1, 1917/1918 (1919), ZDB-ID 541588-3, S. 327–329.
- Ketzerische Gedanken eines Schauspielers über die Oper. In: Leipziger Bühnen-Jahrbuch. 1926, ZDB-ID 275332-7, S. 7–16.

## Kritiken und Beurteilungen
„Sein Ideal war der 'Sänger-Darsteller', der eine Opernrolle auch schauspielerisch zu erfüllen vermochte. Die Forderungen erstreckten sich auch auf den Chor, der nicht mehr nur lebende Staffage, sondern individuell durchgestaltet sein sollte. Für unerläßlich sah er eine enge Abstimmung der Regie mit dem Bühnenbild und den Kostümen an; oft zeichnete er selber für die Ausstattung. Wo es ihm angebracht schien, transponierte er historische Stoffe in die Gegenwart oder überführte sie in eine zeitlose Abstraktheit; dies wurde ihm insbesondere bei seinen Wagner-Inszenierungen verübelt. Er sprühte über vor Einfällen – die sich manchmal freilich zum Gag verselbständigten –; mit besonderer Vorliebe machte er sich die neuen technischen Möglichkeiten zunutze und setzte beispielsweise Filmsequenzen ein. Als Brügmanns heimliches Programm galt die 'Entoperung der Oper'; seine Bemühungen ordnen sich ein in die Tendenz der 1920er Jahre, die Oper zum einen szenisch (darstellerisch) zu beleben und sie zum anderen – auch durch Ausdeutung von historischen Stoffen – den Problemen der Gegenwart zu öffnen.“